# Mikroskoczek
Mikroskoczek (Cardiocranius) – rodzaj ssaków z podrodziny mikroskoczków (Cardiocraniinae) w obrębie rodziny skoczkowatych (Dipodidae).

## Zasięg występowania
Rodzaj obejmuje jeden żyjący współcześnie gatunek występujący w Azji.

## Morfologia
Długość ciała (bez ogona) 52–68 mm, długość ogona 68–91 mm; masa ciała 9–19 g. 

## Systematyka
Rodzaj zdefiniował w 1903 roku rosyjski zoolog Konstantin Satunin. Na gatunek typowy Satunin wyznaczył (oznaczenie monotypowe) mikroskoczka pięciopalczastego (C. paradoxus).

### Etymologia
Cardiocranius: gr. καρδια kardia „serce”; κρανιον kranion „czaszka”, od καρα kara, καρατος karatos „głowa”.

### Podział systematyczny
Do rodzaju należy jeden występujący współcześnie gatunek:
- Cardiocranius paradoxus Satunin, 1903 – mikroskoczek pięciopalczasty

Opisano również gatunek wymarły z miocenu dzisiejszej Chińskiej Republiki Ludowej:
- Cardiocranius pusillus Li Qiang & Zheng Shaohua, 2005